# Guillaume Dequaire
Guillaume Dequaire, né le 11 juillet 1990 à Besançon, est un footballeur français qui joue au poste de défenseur.

## Biographie
Né à Besançon et originaire de Vitreux où il passe son enfance, Guillaume Dequaire commence le football à l'US Marnay puis au Racing Besançon, où il découvre la CFA2 puis la CFA, la cinquième et quatrième division française. Lors de sa deuxième saison, le club termine champion et est promu en National. Il découvre la National mais le club est relégué en fin de saison avant de déposé le bilan et est relégué administrativement en Régional 2 lors de l'été 2012.
Alors qu'il doit s'engager en deuxième division portugaise, des différents sur le montant de son salaire entre le club et lui le font finalement rejoindre la Belgique et le KV Ostende en 2012 avec qui il est champion de deuxième division belge. La saison suivante, promu dans l'élite le club se renforce et il ne joue aucun match, son contrat est finalement résilié.
Il signe à l'été 2014 à l'Étoile Football Club Fréjus Saint-Raphaël en National.
Il y passe une seule saison avant de s'engager en 2015 en faveur de La Berrichonne de Châteauroux également en National. Capitaine lors de ses douze premiers matchs au club et titulaire indiscutable, il joue un peu moins en fin de saison et ne joue que deux matchs la saison suivante notamment à cause du rupture des ligaments croisés et le club termine champion de National, synonyme de montée en Ligue 2 mais il quitte le club.
En 2017, il reste en National en signant pour Les Herbiers VF qui évolue en National qui termine à la différence de buts à la 15e place synonyme de relégation. Cependant, il participe cette même année au parcours exceptionnel du club en Coupe de France où le club atteint la finale après avoir éliminé notamment l'AJ Auxerre et le RC Lens, tout les deux en Ligue 2 et avant de s'incliner contre le Paris Saint-Germain deux buts à zéro en finale.
Il signe en 2018 au FC Chambly où il termine vice-champion de National dès la première année, qui offre la montée au club. Il découvre pour la première fois de sa carrière la Ligue 2 la saison suivante. Après trois saisons au club comme titulaire dont deux en Ligue 2, il quitte le club après la relégation du club pour s'engager avec l'URSL Visé en troisième division belge. 
Après deux saisons à Visé, il signe au RCS Verlaine en 2023 en quatrième division belge.

## Palmarès
Il est champion de CFA, quatrième division française en 2011 avec le Racing Besançon.
Il est champion de deuxième division belge en 2013 avec le KV OStende.
En 2017, il est champion de National, troisième division française avec La Berrichonne de Châteauroux.